# Elezioni generali in Tunisia del 2004
Le elezioni generali in Tunisia del 2004 si tennero il 24 ottobre per l'elezione del Presidente e il rinnovo del Parlamento.

## Risultati

### Elezioni presidenziali
| Candidati               | Partiti                                   | Voti      | %     |
| ----------------------- | ----------------------------------------- | --------- | ----- |
| Zine El-Abidine Ben Ali | Raggruppamento Costituzionale Democratico | 4 204 292 | 94,49 |
| Mohamed Bouchiha        | Partito dell'Unità Popolare               | 167 986   | 3,78  |
| Mohamed Ali Halouani    | Movimento per il Rinnovamento             | 42 213    | 0,95  |
| Mounir Beji             | Partito Social Liberale                   | 35 067    | 0,79  |
| Totale                  | Totale                                    | 4 449 558 | 100   |

### Elezioni parlamentari
| Liste                                     | Voti      | %     | Seggi |
| ----------------------------------------- | --------- | ----- | ----- |
| Raggruppamento Costituzionale Democratico | 3 678 645 | 87,59 | 152   |
| Movimento dei Democratici Socialisti      | 194 829   | 4,64  | 14    |
| Partito dell'Unità Popolare               | 152 987   | 3,64  | 11    |
| Unione Democratica Unionista              | 92 708    | 2,21  | 7     |
| Movimento per il Rinnovamento             | 43 268    | 1,03  | 3     |
| Partito Social Liberale                   | 25 261    | 0,60  | 2     |
| Altri                                     | 10 473    | 0,25  | –     |
| Totale                                    | 4 199 846 | 100   | 189   |